# TFAP2C
TFAP2C‏ (Transcription factor AP-2 gamma) هوَ بروتين يُشَفر بواسطة جين TFAP2C في الإنسان.